# Kay Stisi
Kay Stisi (* 12. Juni 1971) ist ein ehemaliger deutscher Fußballspieler, der später als Trainer und Manager tätig war.

## Werdegang
Stisi spielte beim TSV Eltingen in der Verbandsliga Württemberg, dort erzielte er in der Saison 1993/94 18 Tore. In der Winterpause 1994/95 wechselte er zum FC St. Pauli, der ihn im Herbst 1994 in einem Spiel gegen Altona 93 getestet hatte, in die 2. Bundesliga. Mit dem Verein stieg er in die Bundesliga auf. Jedoch konnte er sich nie durchsetzen und bestritt keines seiner Profispiele für die Hamburger über die gesamte Spieldauer. Sieben Mal spielte er als Joker im deutschen Oberhaus, sein einziger Treffer zum 3:2-Endstand im Spiel gegen Hansa Rostock am 24. März 1996 brachte ihm viele Fans ein. Kurz nach Beginn der Spielzeit 96/97, er bestritt noch zwei Erstligapartien für die Hamburger, ging er zum VfB Lübeck in die 2. Bundesliga. Aber auch hier konnte er sich keinen Stammplatz erspielen. 
Anschließend wechselte Stisi zum BV Cloppenburg in die Regionalliga Nord, mit dem er die Qualifikation für die zweigleisige Regionalliga verpasste. Daher schloss er sich dem Oberligisten VfB Oldenburg an, für den er zwei Jahre spielte. Ab 2002 spielte er für den SV Wilhelmshaven. 2004 beendete Stisi seine aktive Laufbahn und wurde Manager des Vereins. Am 5. April 2007 wurde er Nachfolger des entlassenen Trainers Wolfgang Steinbach. Am 7. September 2007 wurde er aufgrund des schlechten Abschneidens der Mannschaft von dieser Tätigkeit entbunden.
Insgesamt stand Stisi neun Mal in der Bundesliga auf dem Platz. Zudem bestritt er 15 Zweitligaspiele. Mittlerweile ist er im Marketing sowie als Spielervermittler tätig.